# حسین‌آباد (کوهرنگ)
حسین‌آباد روستایی است در شهرستان کوهرنگ، بخش بازفت، استان چهارمحال و بختیاری.